# Filip Ivić

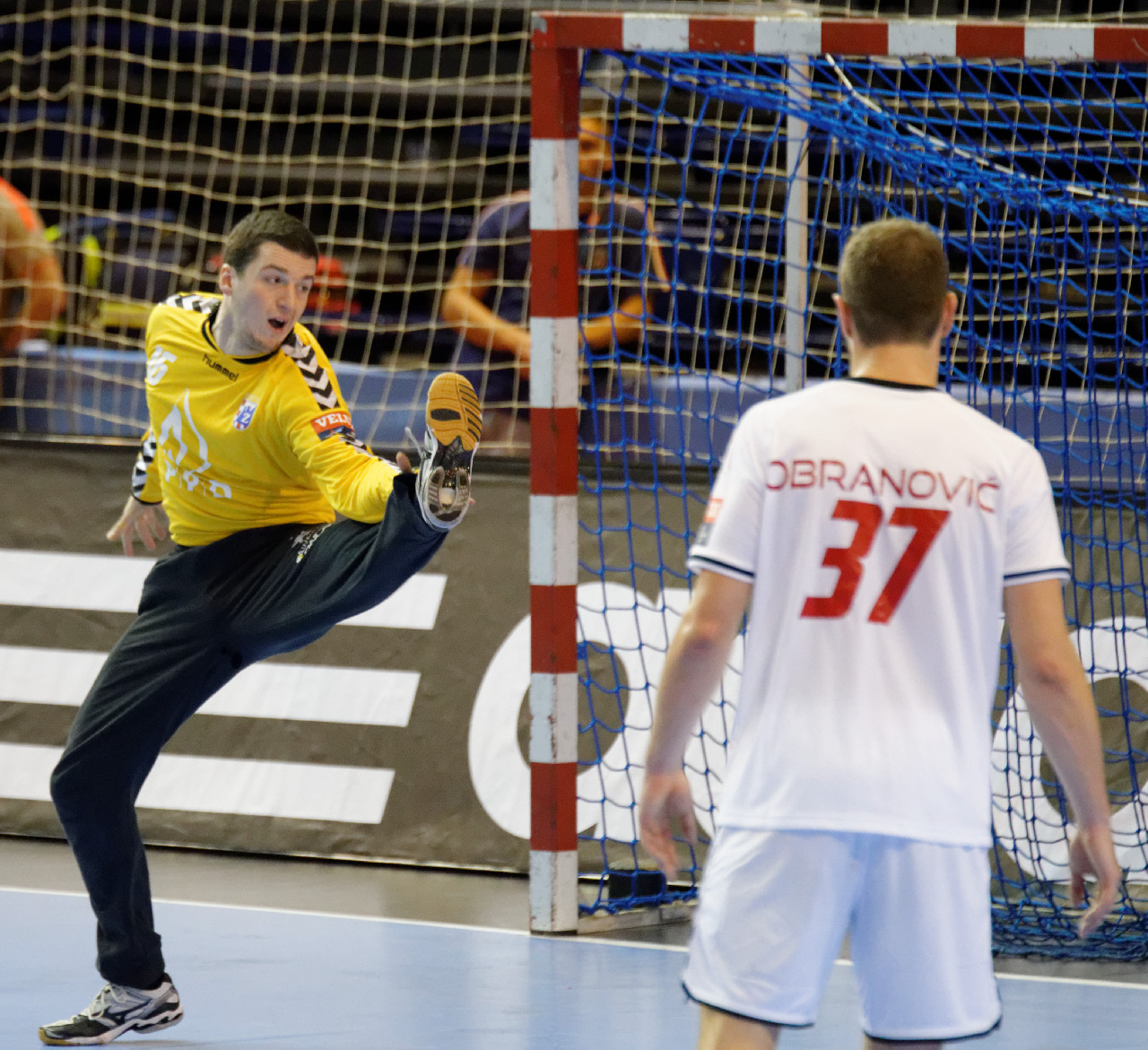
Ivić à la parade en octobre 2015.

Filip Ivić, né le 20 août 1992 à Zagreb, est un handballeur croate. Il évolue au poste de gardien de but au RK Eurofarm Pelister.

## Carrière
Dans sa jeunesse, après avoir 7 ans de karaté, il découvre le handball après la victoire de l'équipe nationale de Croatie au Championnat du monde 2003. Pratiquant simultanément les deux sports pendant un certain temps, il se tourne ensuite définitivement vers le handball.
À l'âge de 16 ans, il rejoint le RK Zagreb, avec lequel il remporte de multiples Championnats et Coupes de Croatie.
Grand espoir du handball croate, il intègre peu à peu l'équipe nationale avec laquelle il remporte la médaille de bronze au Championnat du monde 2013 en Espagne.

## Palmarès

### En club
- Ligue SEHA (1) : 2013
- Championnat de Croatie (4) : 2011, 2012, 2013, 2014
- Coupe de Croatie (4) : 2011, 2012, 2013, 2014

### En équipe nationale
- Médaillé de bronze au Championnat du monde 2013 en Espagne
- 6e place au Championnat du monde 2015 au Qatar
- 4e place au Championnat du monde 2017 en France